# Андре Ґретрі

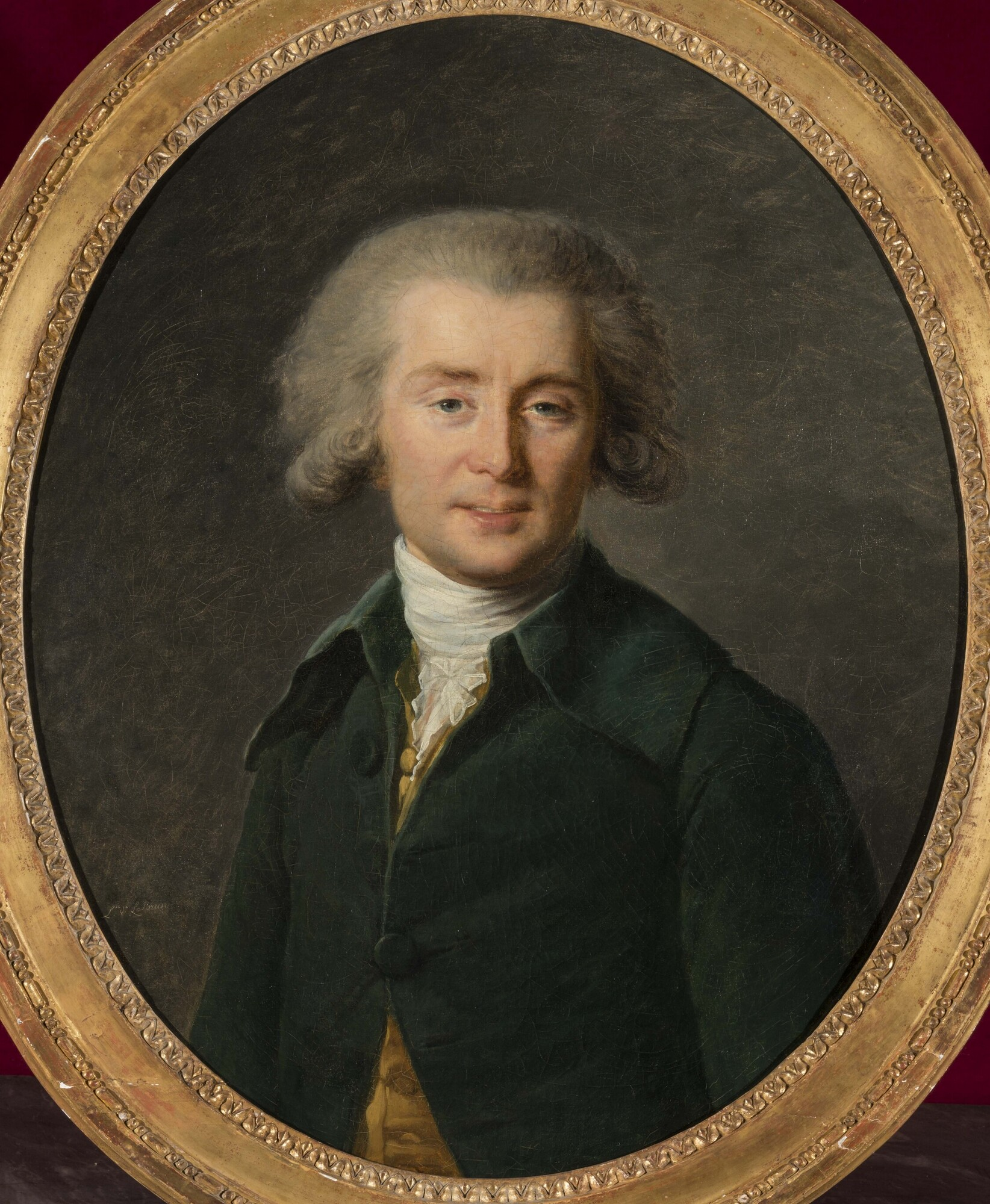
А. Ґретрі, портрет роботи Елізабет Віже-Лебрен

Андре Ернест Модест Ґретрі (фр. André-Ernest-Modeste Grétry; 11 лютого 1741, Льєж, Бельгія — 24 вересня 1813, Монморансі, Валь-д'Уаз) — французький композитор бельгійського походження.

## Біографія
Народившись у місті Льєж в сім'ї скрипаля. В 1761-65 роках навчався у Рим, там же була поставлена перша опера Гретрі — «Збиральниця винограду». Перша комічна опера «Ізабель і Гертруда» була їм складена на наступний рік, в 1766 році в Женеві. На будинку, де він тоді проживав по Великій вулиці (Grand-Rue) зараз встановлена пам'ятна дошка. З 1767 року жив у Парижі. Перебував під впливом естетики енциклопедистів, особливо Жан-Жак Руссо.
Всього він створив 15 опер і понад 40 комічних опер. Як директор Королівської опери, він не відразу прийняв Революцію і Наполеон а, довго залишався вірний королівської влади. Арія «Про Річард, мій король!» З опери «Річард Левине Серце» стала роялістським гімном під час Революції.
Дружина: художниця Жанна-Марія Грандон (Jeanne-Marie Grandon), дочка художника Шарля Грандона. Нагороджений орденом Почесного легіону. Був прийнятий в 1795 році у Французьку Академію.
Помер у Монморансі (Валь-д'Уаз). Похований на кладовищі Пер-Лашез у Франції, але його серце спочиває окремо в рідному місті Льєжі, перед Королівською Оперою Валлонії. Академію музики Льєжа названо його іменем.

## Список опер
| - La Vendemmiatrice (1765) - Isabelle et Gertrude ou Les Sylphes supposés (1766) - Les Mariages samnites (1768) - Le Connaisseur (1768) - Le Huron (1768) - Lucile (1769) - Le Tableau parlant (1769) - Momus sur la terre (1769) - Silvain (1770) - Les Deux Avares (1770) - L'Amitié à l'épreuve (1770) - L'Ami de la maison (1771) - Zémire et Azor (1771) - Le Magnifique (1773) - La Rosière de Salency (1773) - Céphale et Procris ou L'Amour conjugal (1773) - La Fausse Magie (1775) - Les Mariages samnites [rev] (1776) - Pygmalion (1776) - Amour pour amour (1777) - Matroco (1777) - Le Jugement de Midas (1778) - Les Trois Âges de l'opéra (1778) - Les Fausses apparences ou L'Amant jaloux (1778) - Les Statues (1778) - Les Événements imprévus (1779) - Aucassin et Nicolette ou Les Mœurs du bon vieux temps (1779) - Andromaque (1780) - Emilie ou La Belle Esclave (1781) - Colinette à la cour ou La Double Épreuve (1782) - L'Embarras des richesses (1782) - Électre (1782) - Les Colonnes d'Alcide (1782) - Thalie au nouveau théâtre (1783) - La Caravane du Caire (1783) - Théodore et Paulin (1784) - Richard Cœur-de-lion (1784) | - Panurge dans l'île des lanternes (1785) - Œedipe à Colonne (1785) - Amphitryon (1786) - Le Mariage d'Antonio (1786) - Les Méprises par ressemblance (1786) (у спрівпраці з А.-Д.-Л. Ґретрі) - Le Comte d'Albert (1786) - Toinette et Louis (1787) (у спрівпраці з А.-Д.-Л. Ґретрі) - Le Prisonnier anglais (1787) - Le Rival confident (1788) - Raoul Barbe-bleue (1789) - Aspasie (1789]) - Pierre le Grand (1790) - Roger et Olivier (1790) - Guillaume Tell (1791) - Cécile et Ermancé ou Les Deux Couvents (1792) - Basile ou À trompeur, trompeur et demi (1792) - Séraphine ou Absente et présente (1792) - Le Congrès des rois (1794) - Joseph Barra (1794) - Denys le tyran, maître d'école à Corinthe (1794) - La fête de la raison (1794) - Callias ou Nature et patrie (1794) - Diogène et Alexandre (1794) - Lisbeth (1797) - Anacréon chez Polycrate (1797) - Le Barbier du village ou Le Revenant (1797) - Elisca ou L'Amour maternel (1799) - Le Casque et les colombes (1801) - Zelmar ou L'Asile (1801) - Le Ménage (1803) - Les Filles pourvues (1803) |

## Література

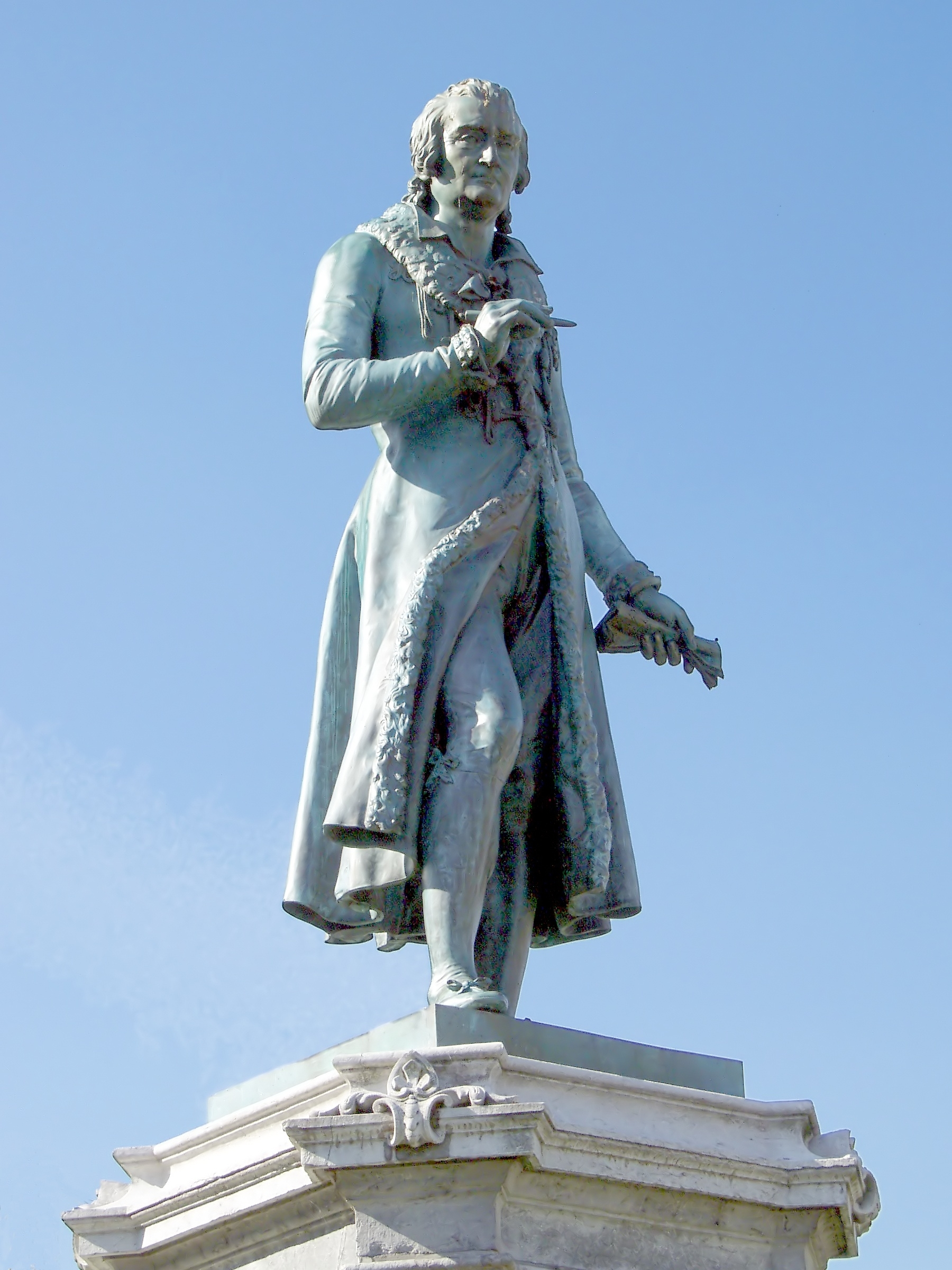
Пам'ятник Ґретрі в Льєжі

### Les autres livres
- Ср. Бретон, «Notice sur la vie et les ouvrages d'A.G.» (Париж, 1814)//Заметки о жизни и творчестве А. Г.;
- «Grétry en famille» (Париж, 1815)//Гретрі в семьї;
- ван Гульст, «Grétry» (Льєж, 1842).